# Aeropuerto de Taytay
El Aeropuerto Cesar Lim Rodríguez  (IATA: RZP, ICAO: RPSD) más popularmente conocido como Aeropuerto de Taytay (y también conocido alternativamente como Aeropuerto Sandoval), es un aeropuerto en Taytay, en la parte septentrional de la isla de Palawan al oeste del país asiático de Filipinas. El aeropuerto fue nombrado formalmente en honor del juez César Lim Rodríguez, natural de Taytay que donó parte de su propiedad para el aeropuerto.